# Mylne (Ort)
Mylne (ukrainisch Мильне; russisch Мильно/Milno, polnisch Milno) ist ein Dorf im Rajon Ternopil, Oblast Ternopil im Westen der Ukraine und liegt 27 Kilometer nördlich von Ternopil am Flüsschen Huk (Гук) in der historischen Landschaft Galizien.

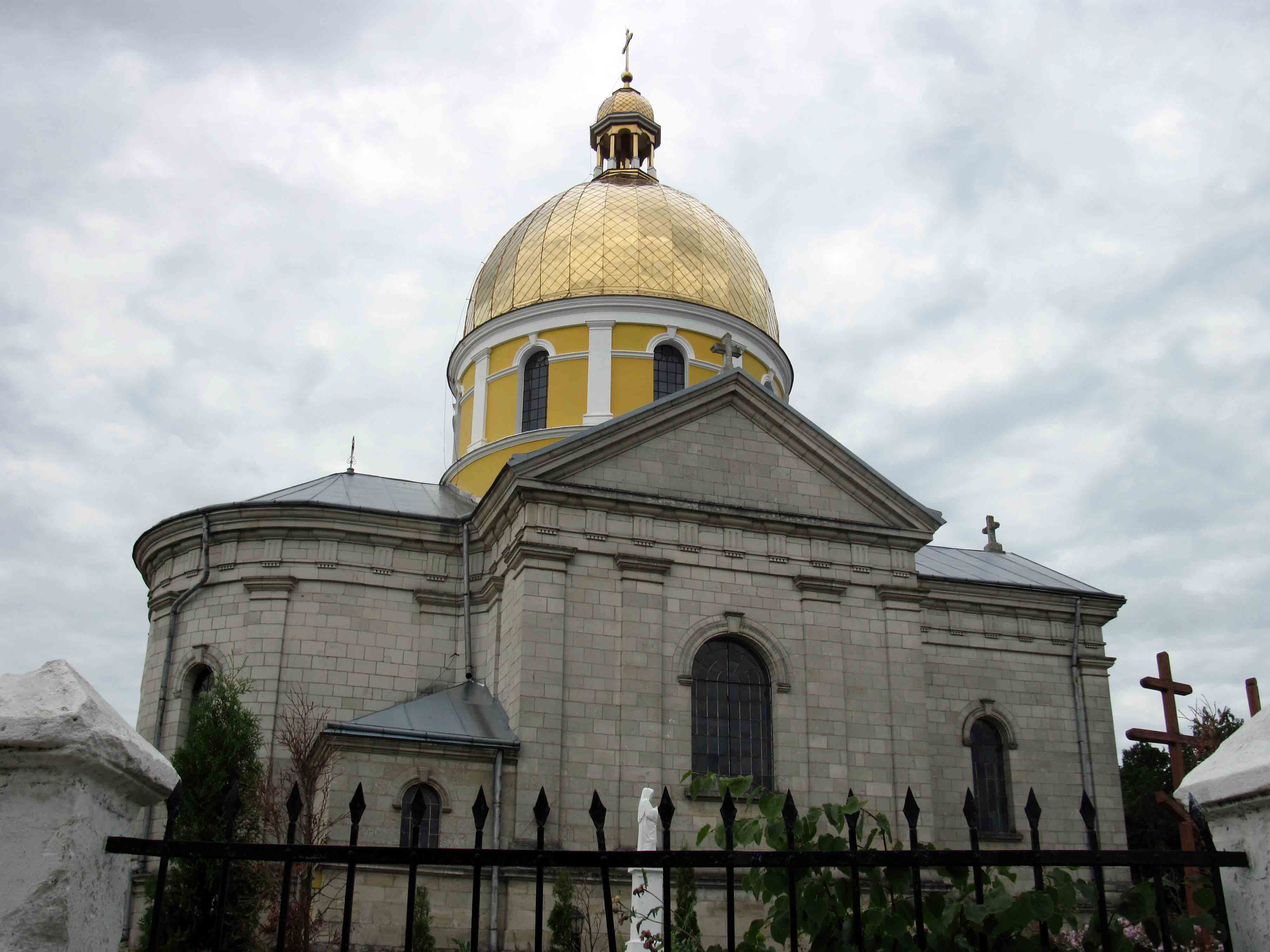
Kirche im Ort

Der Ort wurde 1717 zum ersten Mal schriftlich erwähnt, zunächst gehörte er zu Polen-Litauen (in der Woiwodschaft Ruthenien), dann von 1772 bis 1918 gehörte er unter seinem polnischen Namen Milno zum österreichischen Kronland Galizien. Hier war der Ort Grenzort zum Russischen Kaiserreich, der Grenzkordon verlief nordöstlich des Ortes, verwaltungstechnisch gehörte der Ort zur Bezirkshauptmannschaft Brody. Nach dem Ende des Ersten Weltkrieges kam der Ort zu Polen (in die Woiwodschaft Tarnopol, Powiat Zborów, Gmina Załoźce), wurde im Zweiten Weltkrieg 1939 bis 1941 von der Sowjetunion und dann bis 1944 von Deutschland besetzt und hier in den Distrikt Galizien eingegliedert.
Nach dem Ende des Krieges wurde der Ort der Sowjetunion zugeschlagen, dort kam das Dorf zur Ukrainischen SSR und ist seit 1991 ein Teil der heutigen Ukraine.
Am 12. Juni 2020 wurde das Dorf ein Teil der Siedlungsgemeinde Saliszi im Rajon Sboriw; bis dahin bildete es zusammen mit dem Dorf Blich (Бліх) die Landsratsgemeinde Mylne (Мильнівська сільська рада/Mylniwska silska rada) im Norden des Rajons Sboriw.
Am 17. Juli 2020 wurde der Ort Teil des Rajons Ternopil.